# Abílio Manuel Guerra Junqueiro

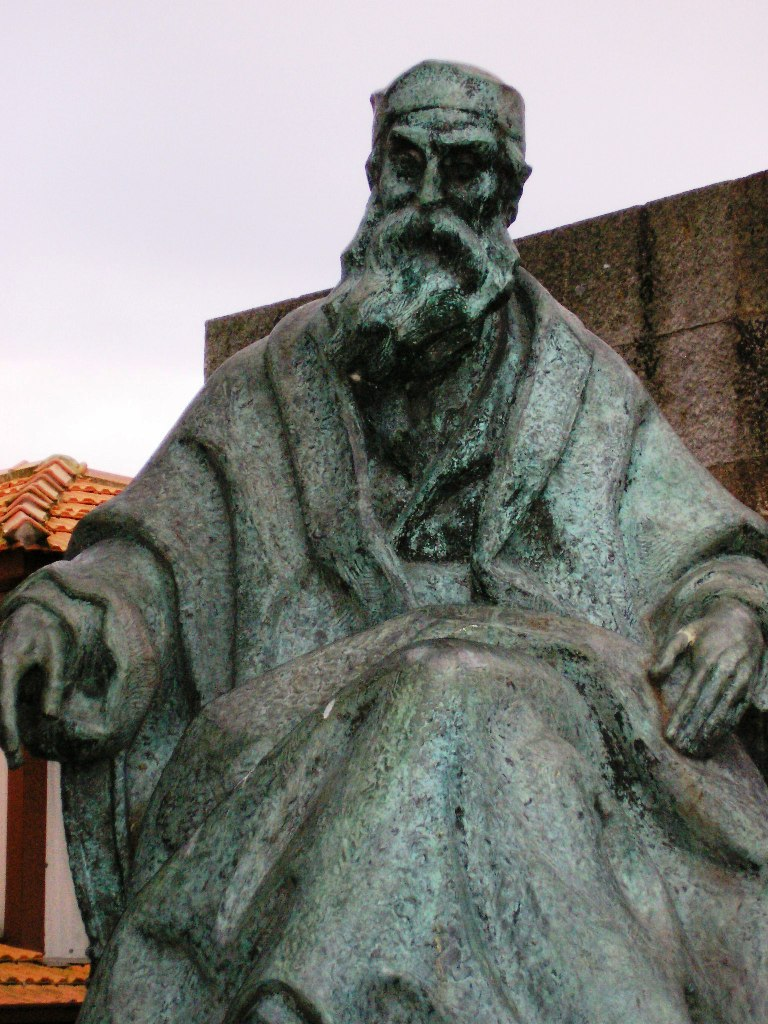
Estatua en la Casa-Museo Guerra Junqueiro en Oporto.

Abílio Manuel Guerra Junqueiro (Freixo de Espada à Cinta, Trás-os-Montes, 17 de septiembre de 1850 - Lisboa, 7 de julio de 1923) fue un político, diputado, periodista, escritor y poeta portugués. Fue el poeta más representativo de la llamada «Escola Nova».
Estudió Teología y Derecho en la Universidad de Coímbra. En esta época participó primero en el grupo que se conoció como generación del 70 y luego en el llamado Os Vencidos da Vida. Su poesía tuvo una gran influencia del romanticismo, aunque su poesía más popular fue la que escribió para apoyar la causa revolucionaria republicana. 
Los simples (1892) es tal vez su mejor composición poética y en ella evoca su infancia en la provincia de Trás-os-Montes. Fue diputado en varias ocasiones. 
En 1890 fue elegido diputado por la circunscripción de Quelimane (Mozambique) aunque fue sustituido en la legislatura siguiente y dejó la política.
En 1911, un año después de la revolución que instauró la República Portuguesa, fue nombrado embajador en Suiza.

## Obras
- Viagem À Roda Da Parvónia
- A Morte De D. João (1874)
- Contos para a Infância (1875)
- A Musa Em Férias (1879)
- A velhice do padre eterno (1885)
- Finis Patriae (1890)
- Os Simples (1892)
- Oração Ao Pão (1903)
- Oração À Luz (1904)
- Gritos da Alma (1912)
- Pátria (1915)
- Poesías Dispersas (1920)
- Duas Paginas Dos Quatorze Annos
- O Melro